# Mezinárodní letiště Vancouver
Mezinárodní letiště Vancouver (anglicky Vancouver International Airport, IATA: YVR, ICAO: CYVR) je mezinárodní letiště na ostrově Sea Island v Richmonud v Britské Kolumbii v Kanadě, asi 12 kilometrů od Downtownu ve Vancouveru. Po Pearsonově mezinárodním letišti v Torontu to je druhé nejrušnější letiště v Kanadě podle leteckého provozu s denními lety do Asie, Evropy, Oceánie, Spojených států, Mexika a do ostatních letišť v Kanadě.
Letiště vyhrálo několik významných mezinárodních ocenění za "nejlepší letiště", včetně udělení ocenění od Skytraxu za "nejlepší severoamerické letiště" v roce 2007. Vancouver International Airport je dopravním uzlem pro národního leteckého přepravce Air Canada a jednou z hlavních destinací nízkonákladové letecké společnosti WestJet.
Vancouver patří mezi jedno z devíti kanadských letišť, které vykonávají hraniční předkontrolou při vstupu do Spojených států.

## Historie
V roce 1927 odmítl Charles Lindbergh Vancouver zahrnout do své severoamerické cesty, protože neměl vyhovující letiště. O dva roky později pronajalo město pozemek na ostrově Sea Island pro účely letecké přepravy.

## Terminály

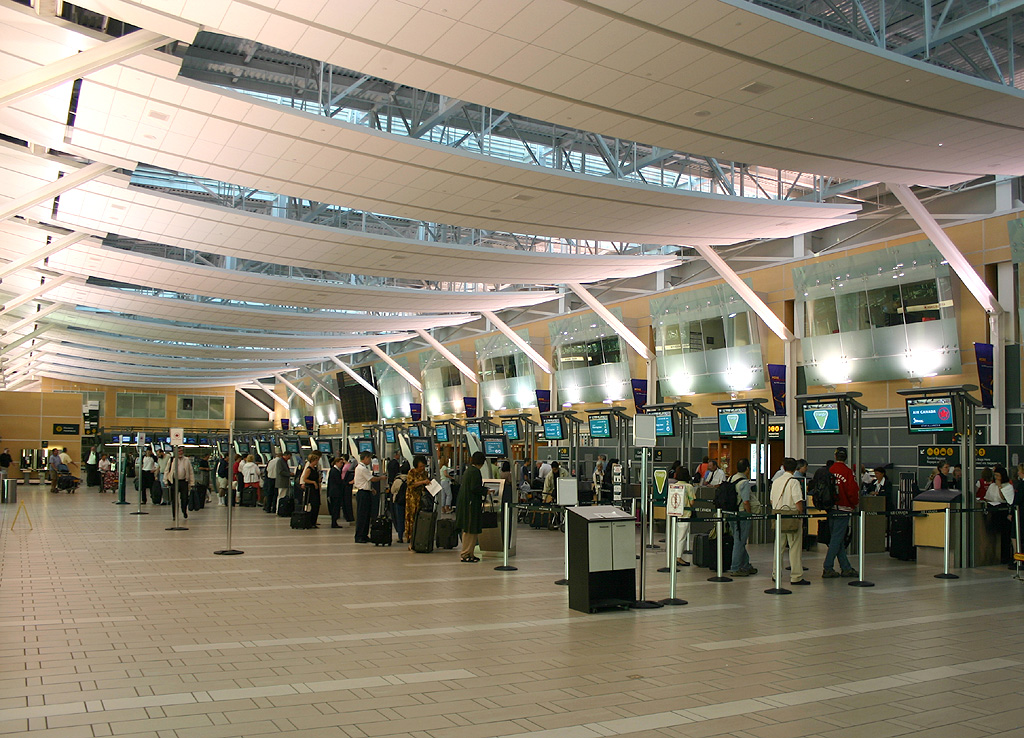
Interiér terminálu pro domácí lety - check-in pro Air Canada

Vancouver International Airport má tři terminály:
- Terminál pro domácí lety, který byl vybudován v roce 1968 a v nedávné minulosti prošel celkovou rekonstrukcí
- Terminál pro mezinárodní lety, který byl postaven na konci 90. let
- Jižní terminál , který byl součástí původního starého terminálu a je stále v provozu

Terminál pro domácí lety a terminál pro mezinárodní lety jsou v podstatě jedna budova rozdělená na dvě části. Jižní terminál se nachází na odlehlé části letiště a využívají ho regionální letecké společnosti na lety převážně pouze v rámci provincie Britská Kolumbie.

## Cena
V květnu 2005 rozhodla federální vláda, které patří pozemek, na kterém letiště stojí, že snižuje cenu nájemného o 54 %. Tento krok vedl ke snížení nájmu o 840 milionů C$ mezi lety 2006–2008, respektive až o 5 miliard C $ podle podmínek nájemní smlouvy, která končí v roce 2052. V současnosti platí správa letiště každý rok nájemné ve výši 80 milionů C $.
Cestující přecházející přes Vancouver International Airport v současnosti již neplatí oddělené letištní poplatky – ty jsou nyní součástí ceny letenky.

## Architektura

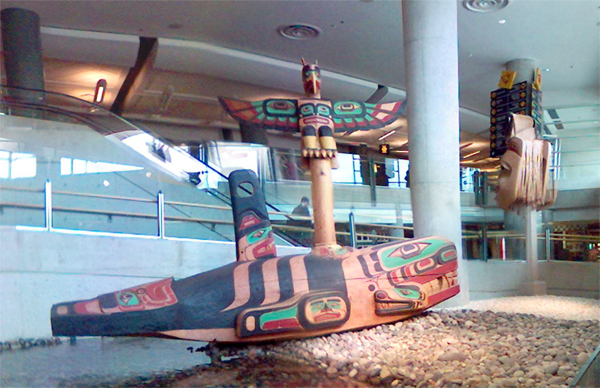
Indiánská dřevěná plastika v první poschodí terminálu pro domácí lety

Interiér letiště Vancouver sestává z jedné z největších sbírek uměleckých předmětů indiánského obyvatelstva severozápadního pobřeží Severní Ameriky na světě. Je laděný do modrých a zelených barev, aby připomínal barvy země, moře a oblohy. Na letišti je položeno mnoho koberců, přičemž se při jeho výstavbě počítalo i s velkým využitím skla pro zajištění dostatečného množství přírodního osvětlení. V hale pro mezinárodní přílety cestující sjedou dolů eskalátory na plošinu naproti velkému vodopádu. Mezi vystavované sbírky umění domorodého obyvatelstva provincie patří dřevěné plastiky a totemy.
V prostorách pro mezinárodní odlety se nacházejí bronzové plastiky od Billa Reida – Spirit of Haida Gwaii a Jade Canoe.

## Rozšiřování

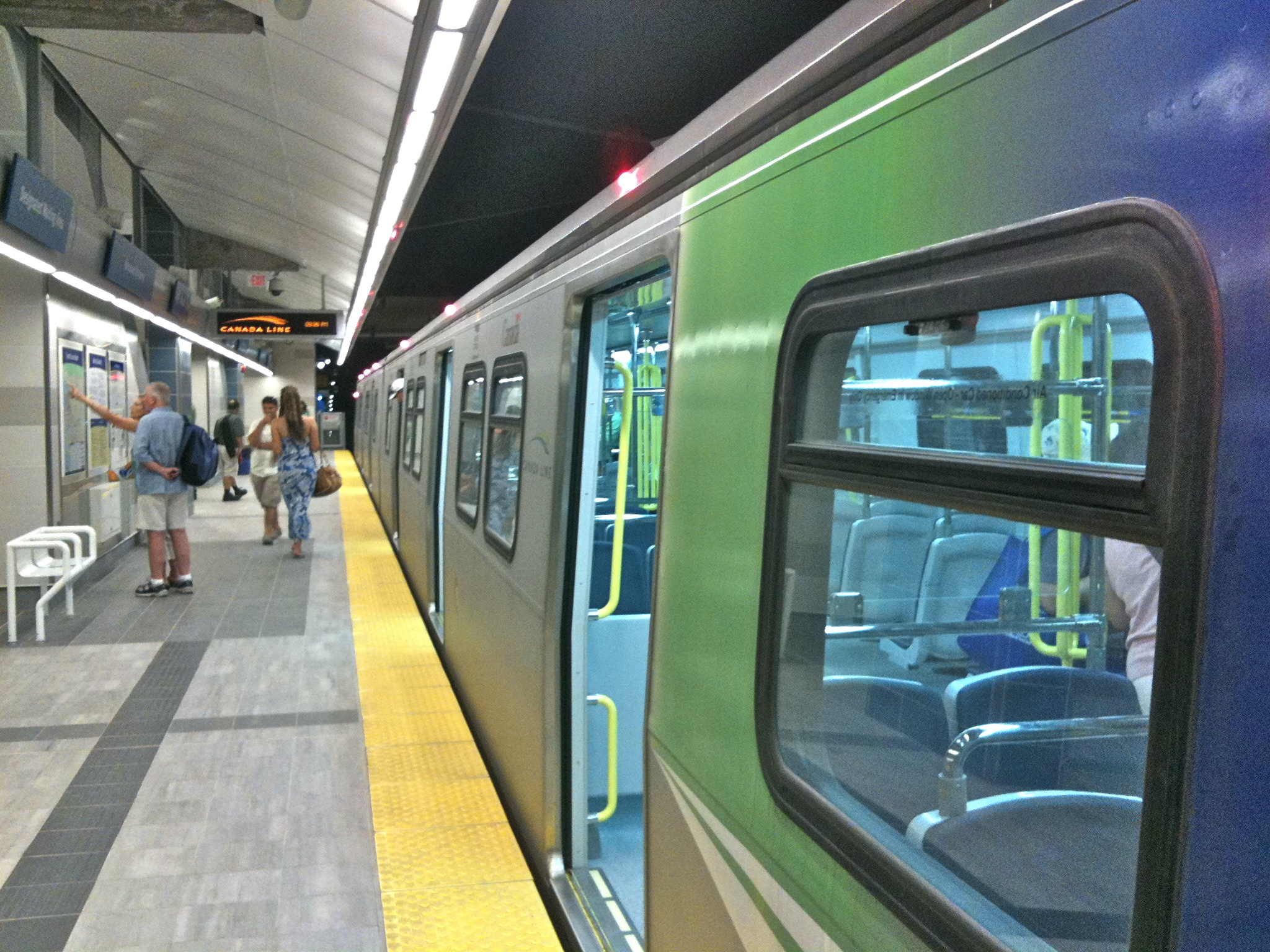
Souprava vozů metra na trase Canada Line

17. srpna 2009 byla dokončena Canada Line, trasa nadzemního metra SkyTrain spojující vancouverský Downtown s letištěm. Na její výstavbu přispělo letiště částkou 300 milionů C$, celková cena výstavby dosáhla 2 miliardy C $. Budova Link Building (dokončena v roce 2007) je mysem pro pasažéry metra a spojuje mezinárodní terminál s terminálem pro vnitrostátní lety.
Rozšíření terminálu pro mezinárodní lety o devět bran se realizuje ve dvou etapách, první byla dokončena v roce 2007, přičemž si vyžádala náklady ve výši 420 milionů C$, druhá etapa byla dokončena před rokem 2010. Po dokončení první etapy se postavili čtyři brány se dvěma konvenčními širokými vraty a dvěma schopnými přizpůsobit se letadlu Airbus A380.
V prostorách terminálu pro mezinárodní lety se nachází několik příkladů krás přírody Britské Kolumbie, včetně umělého vodního toku a akvárií s rybami a medúzami.

## Operace Žlutá stuha
Reputace letiště jako hlavní letecké brány mezi Asií a Severní Amerikou se naplno projevila během Operace Žlutá stuha 11. září 2001. Po uzavření vzdušného prostoru Spojených států pro všechny civilní letadla po teroristických útocích na budovy WTC a Pentagon se letiště Vancouver International Airport stalo její součástí, neboť bylo jediným kanadským letištěm na západním pobřeží schopným přijmout velké množství letadel na transpacifických letech. Letiště přijalo 34 letadel s více než 8 500 cestujícími, mnohem více než jiné kanadské letiště účastnící se této operace.
Letiště získalo v roce 2001 ocenění "Airport Management Award" od BC Aviation Council.

### Nákladní doprava

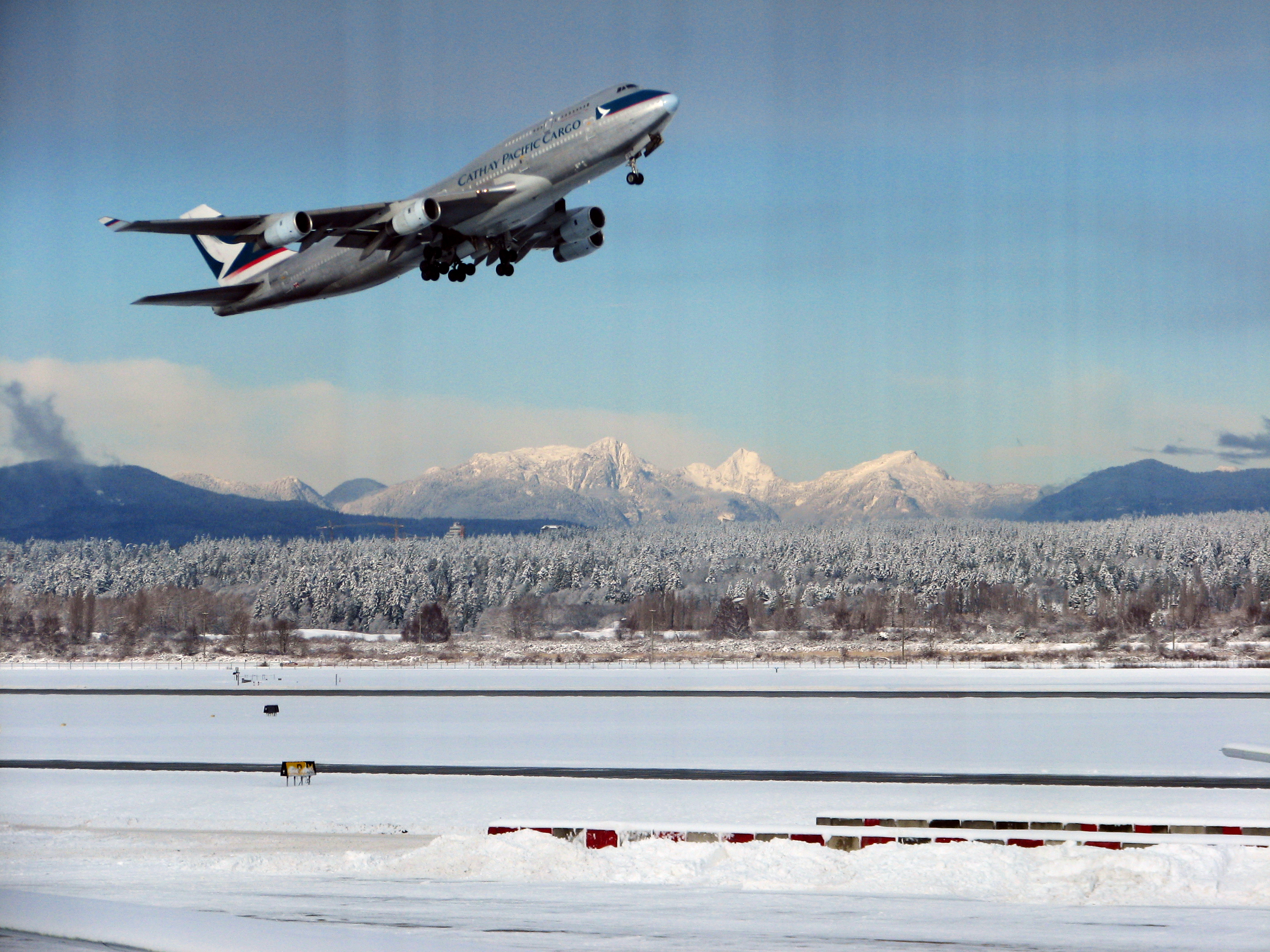
Boeing 747-400F společnosti Cathay Pacific Cargo během startu z vancouverského letiště

- Air Canada Cargo
- AirPac Airlines
- Ameriflight
- Antonov Airlines
- ABX Air
- DB Schenker
- Cargojet Airways
- Carson Air
- Cathay Pacific Cargo
- China Southern Cargo
- DHL Express
- Empire Airlines
- FedEx
- Kelowna Flightcraft Air Charter
- Kalitta Air
- Morningstar Air Express
- Nolinor Aviation
- Purolator Courier
- UPS Airlines
- Volga-Dnepr Airlines (sezónne)

## FBO
- Esso Avitat (Esso/Imperial Oil)
- Million Air (Air BP)
- Landmark Aviation (Shell Canada)

## Incidenty
- 11. září 2001 byl Boeing 747 společnosti Air China na lince z Pekingu do San Francisca eskortován dvěma americkými stíhačkami F-15 na severní runway letiště, zjevně z důvodu problémů letadla s komunikací.

- 14. října 2007 zemřel na letišti 40letý polský emigrant Robert Dziekański po zásahu taserem od příslušníků RCMP. Dziekański, který byl zjevně znechucený z toho, že musel strávit na letišti 10 hodin, zemřel krátce poté, co byl dvakrát zasažen Taserem. Celý incident nahrál na videokameru jeden z cestujících, čímž vyvrátil původní argumenty policie o incidentu. Postup policie vyvolal velké pobouření veřejnosti a vedl k debatě o používání taserů policií.

- 19. října 2007 přibližně v 16:10 vzlétlo z letiště vrtulové letadlo Piper Seneca s cílem v Pitt Meadows, přičemž krátce po startu narazilo do nedaleké obytné budovy v Richmondu. Pilot byl jediným pasažérem a při havárii zahynul. V budově byli zraněni dva lidé. Příčiny havárie se vyšetřují.